# Bab Souika

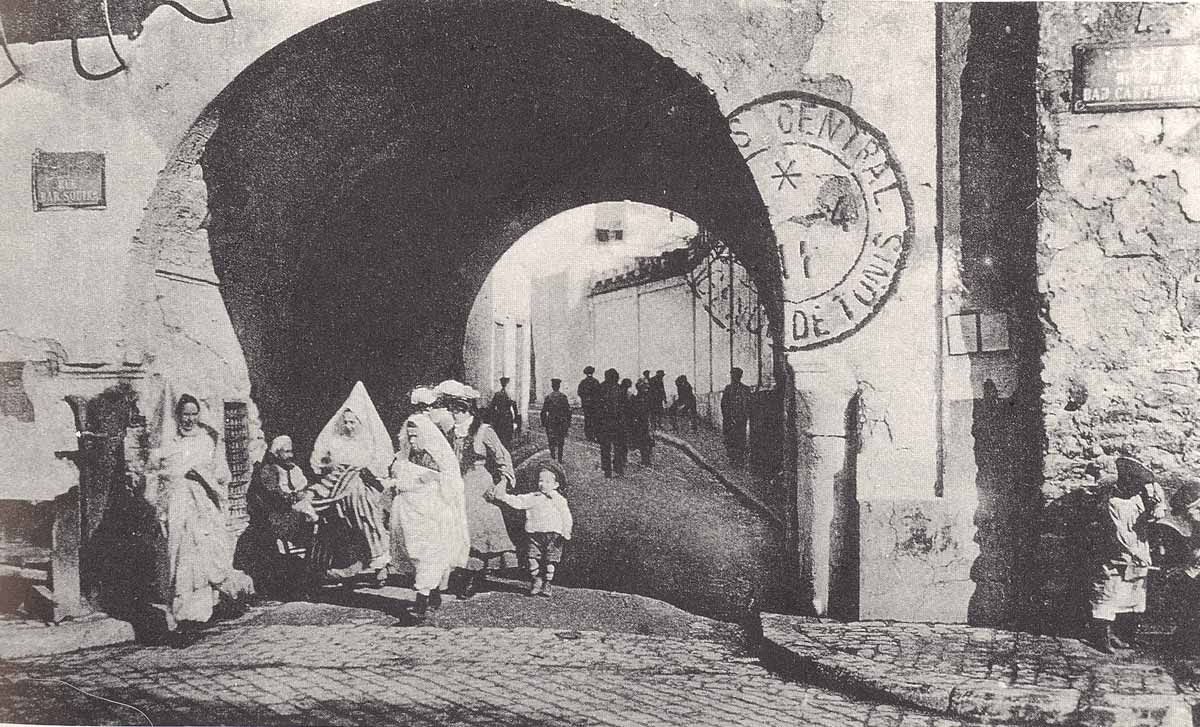
Porta de Bab Souika abans de 1861

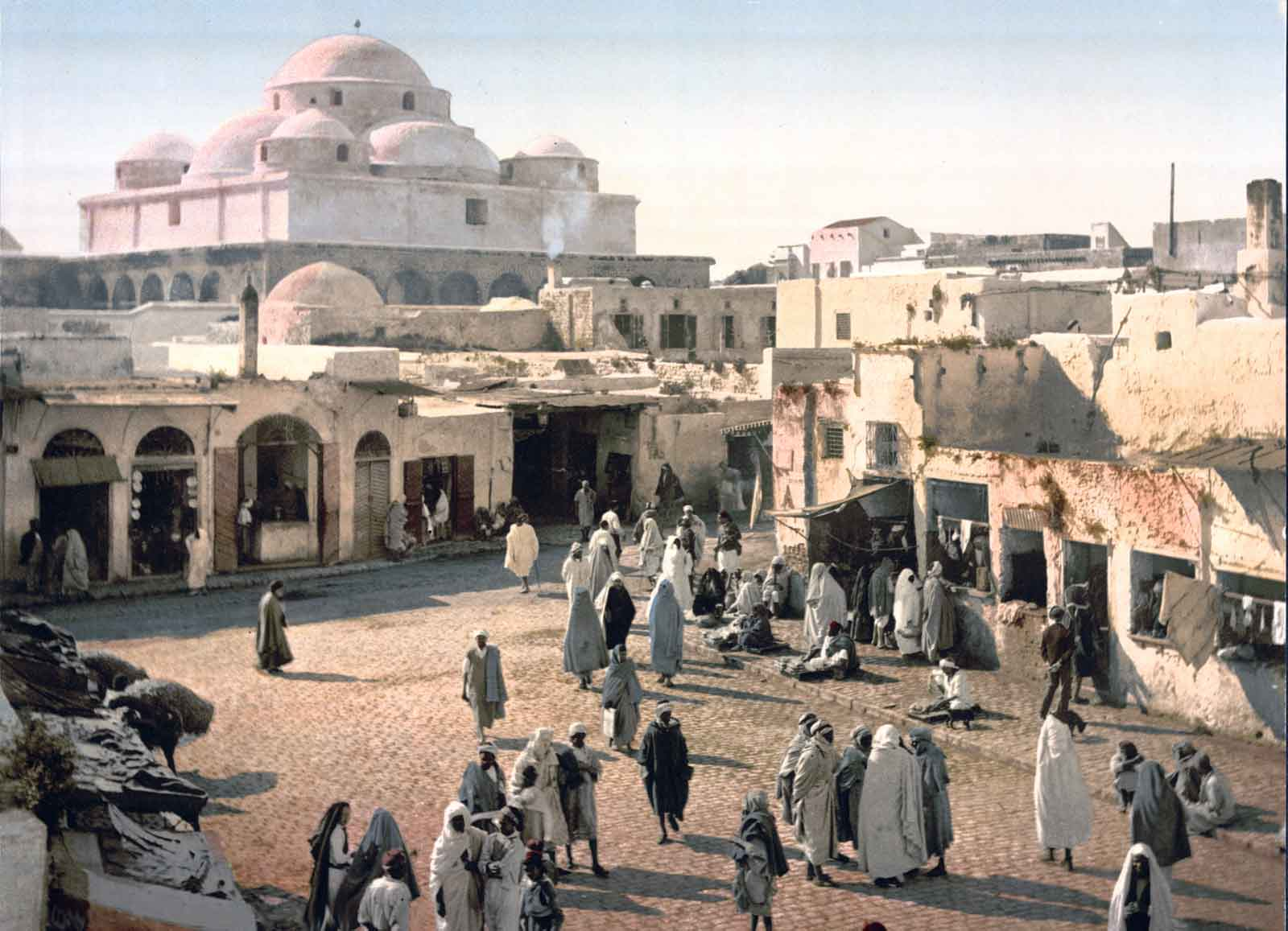
Bab Souika vers 1890

Bab Souika (àrab: باب السويقة, Bāb as-Suwayqa, o باب سويقة, Bāb Suwayqa, pronunciat localment Suïqa, literalment ‘porta del soc petit’) és una delegació o mutamadiyya de la governació de Tunis, situada al nord de la medina de Tunis i a l'oest de Bab Bahr. És una part de la ciutat de Tunis i té 31.250 habitants (2004).

## Etimologia
Rep el nom de la porta de Bab Souika, una de les portes de l'antiga ciutat de Tunis que duia a un conjunt de petits mercats exempts d'imposts no alcorànics, el primer dels quals era el mercat de Sidi Mahrez.
La porta de Bab Souika fou destruïda el 1861. Estava situada entre les portes de Bab El Khadra i Bab Saadoun. Des d'aleshores, la plaça de Bab Souika ha patit diverses modificacions.

## Administració
Com a delegació o mutamadiyya, duu el codi geogràfic 11 54 (ISO 3166-2:TN-12) i està dividida en onze sectors o imades:
- Tronja (11 54 51)
- Bab El Khadra (11 54 52)
- Bab Sâadoun (11 54 53)
- Borj Zouara (11 54 54)
- Bab El Assel (11 54 55)
- El Halfaouine (11 54 56)
- Bab Souika (11 54 57)
- Bab Sidi Abdessalem (11 54 58)
- Zaouiet El Bekria (11 54 59)
- Hammam El Rmimi (11 54 60)
- Sidi Djebali (11 54 61)

Al mateix temps, constitueix una de les circumscripcions o dàïres, amb codi geogràfic 11 11 13, de la municipalitat o baladiyya de Tunis (codi geogràfic 11 11).

## Galeria d'imatges

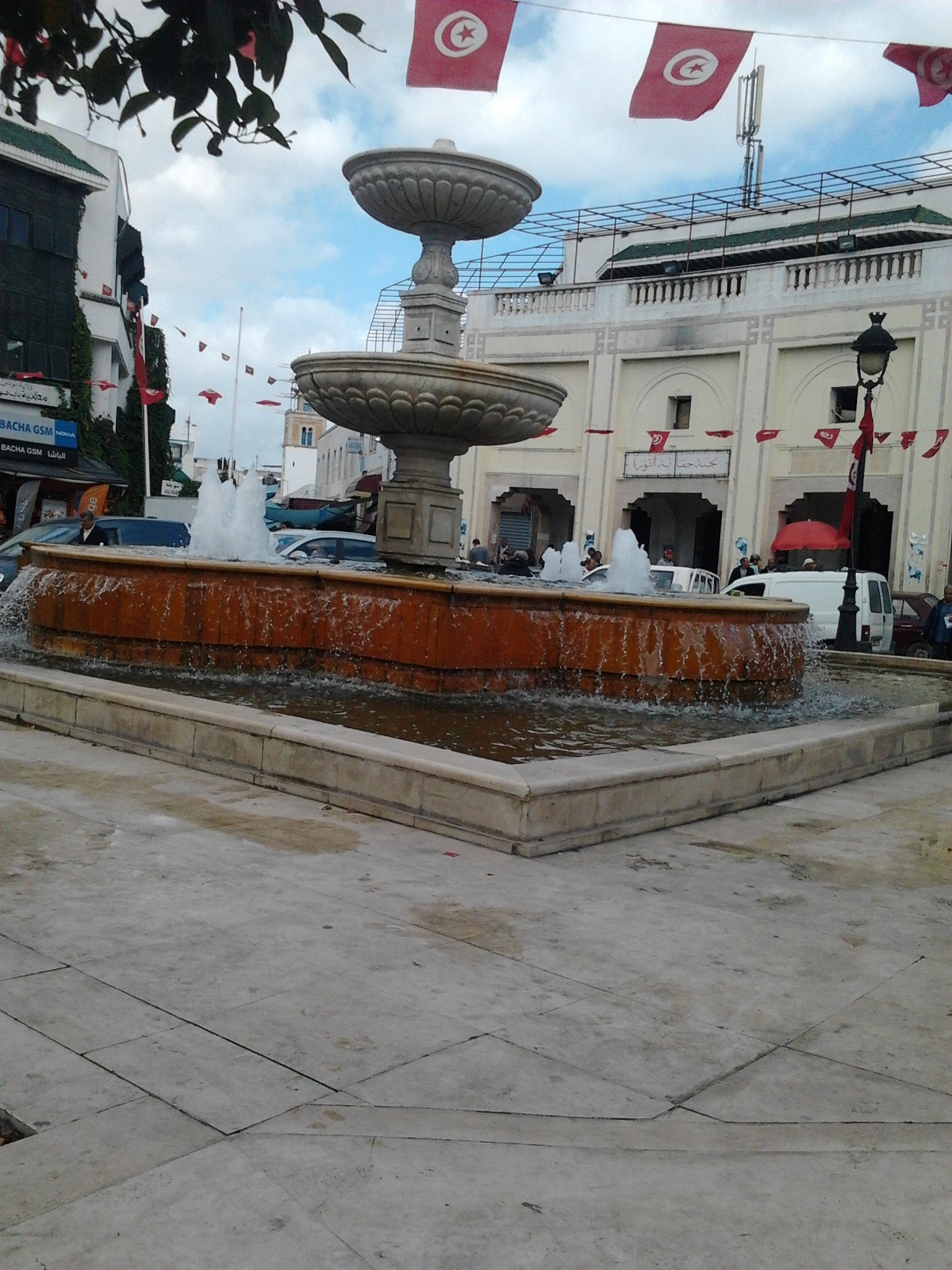
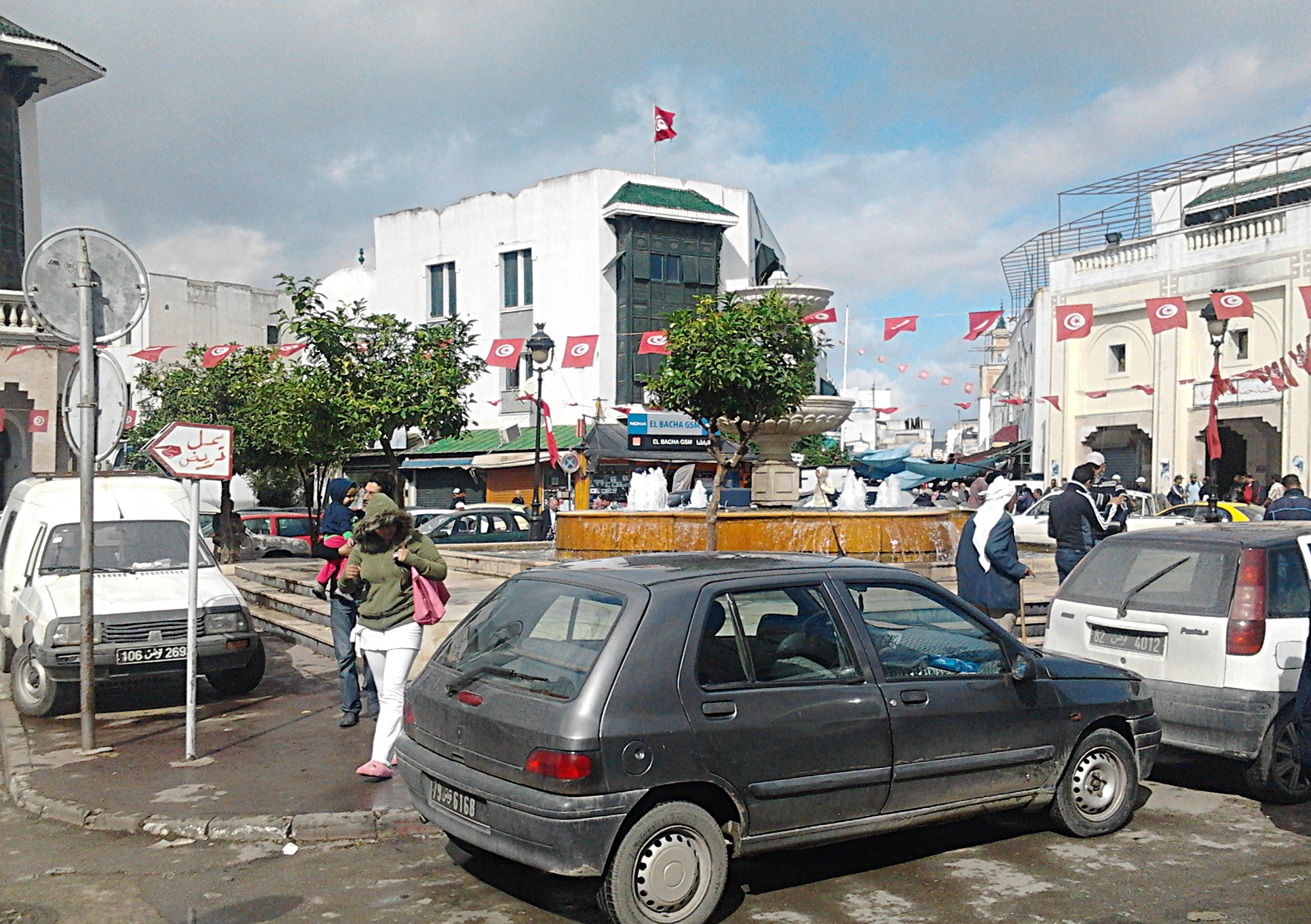